# Francesco Carrara (jogász)
Francesco Carrara (Lucca, 1805. szeptember 18. – Lucca, 1888. január 15.) olasz büntetőjogász. 
A Pisai Egyetem tanára, 1865-től 1870-ig az olasz képviselőház tagja, 1876-tól szenátor, a halálbüntetés eltörlésének élharcosa volt.

## Munkái
- Programma al corso di diritto criminale (Prato, 1877-83, 9 kötet, 7 kiad. Lucca, 1877 és 1881.)
- Pensieri sul progetto di codice penale italiano (3. kiad., Lucca, 1878)
- Lineamenti di pratica legislativa penale (2. kiad. Torino, 1882)
- Lezioni sul grado nella forza fisica del delitto (Lucca, 1870)
- Studi sul diritto perfetto (Lucca, 1879)
- Della vita e degli scritti di Giovanni Cattalinich (8-r. 16 lap. Zára, 1849)
- Opuscoli di diritto criminale. 7 kötet, 4 kiadás
- Pensieri sul progetto del codice penale italiano. Egy kötet, 3 kiadás
- Lineamenti di pratica legislativa. Egy kötet, két kiadás
- Reminiscenze di cattedra e di foro. Egy kötet
- L'avvenire della scienza criminale. Egy prospektus

## Kitüntetései
- Cavaliere dell'Ordine Civile di Savoia
- Grand'Ufficiale dell'Ordine della Corona d'Italia
- Cavaliere dell'Ordine dei Santi Maurizio e Lazzaro

## Magyar nyelvű fordítások
- A büntető jogtudomány programmja. A Magyar Tudományos Akadémia megbizásából forditotta Beksics Gusztáv. 2 kötet, Budapest, 1878-1879. I. kötet II. kötet, A Magyar Tudományos Akadémia Könyvkiadó Vállalata-sorozat)